# Alexandru Movilă
Pour les articles homonymes, voir Alexandru.
Alexandru Movilă  est règne en Moldavie de 1615 à 1616. 
La monarchie est élective dans les principautés roumaines de Moldavie et de Valachie, comme en Pologne et Transylvanie voisines, et le prince (voïvode, hospodar ou domnitor selon les époques et les sources) est élu par (et le plus souvent parmi) les boyards : pour être nommé, régner et se maintenir, il s'appuie fréquemment sur les puissances voisines, transylvaine, polonaise et surtout turque, car jusqu'en 1859 les deux principautés sont vassales et tributaires de la « Sublime Porte ».
Second fils de Ieremia Movilă et de son épouse Erszébet Csomortany de Losoncz, il est poussé au trône par sa mère après la mort de son frère aîné Constantin Movilă.
Appuyé par la Pologne il réussit à s’établir comme prince de Moldavie le 22 novembre 1615 à la place de Ștefan II Tomșa. Ses troupes sont toutefois vaincues par les turcs et il est fait prisonnier le 2 août 1616 avec son jeune frère Bogdan. Ils sont envoyés à Constantinople où ils se convertissent à l’Islam. Leur mère qui a participé à la campagne à la tête de l’armée, est capturée en même temps qu’eux. Attribuée comme concubine à un Ağa elle est enfermée dans son harem où elle meurt vers 1620. 

## Sources
- Alexandru Dimitrie Xenopol Histoire des Roumains de la Dacie trajane : Depuis les origines jusqu'à l'union des principautés. E Leroux Paris (1896)
- Nicolae Iorga Histoire des Roumains et de la romanité orientale. (1920)
- (ro) Constantin C. Giurescu & Dinu C. Giurescu, Istoria Românilor Volume III (depuis 1606), Editura Ştiinţifică şi Enciclopedică, Bucarest, 1977.
- Jean Nouzille La Moldavie, Histoire tragique d'une région européenne, Ed. Bieler,  (ISBN 2-9520012-1-9).
- Gilles Veinstein, Les Ottomans et la mort   (1996)   (ISBN 9004105050).
- Joëlle Dalegre Grecs et Ottomans 1453-1923. De la chute de Constantinople à la fin de l’Empire Ottoman, L’Harmattan Paris (2002)   (ISBN 2747521621).

## Note
1. ↑  Le candidat au trône devait ensuite "amortir ses investissements" par sa part sur les taxes et impôts, verser en outre le tribut aux Ottomans, payer ses mercenaires et s'enrichir néanmoins. Pour cela, un règne d'un semestre au moins était nécessaire, mais la "concurrence" était rude, certains princes ne parvenaient pas à se maintenir assez longtemps sur le trône, et devaient ré-essayer. Cela explique le "jeu des chaises musicales" sur les trônes, la brièveté de beaucoup de règnes, les règnes interrompus et repris, et parfois les règnes à plusieurs (co-princes). Quant au gouvernement, il est assuré par les ministres et par le Sfat domnesc (conseil des boyards).
Concernant le tribut aux Turcs, la vassalité des principautés roumaines envers l'Empire ottoman ne signifie pas, comme le montrent par erreur beaucoup de cartes historiques, qu'elles soient devenues des provinces turques et des pays musulmans. Seuls quelques petits territoires moldaves et valaques sont devenus ottomans : en 1422 la Dobrogée au sud des bouches du Danube, en 1484 la Bessarabie alors dénommée Boudjak, au nord des bouches du Danube (ce nom ne désignait alors que les rives du Danube et de la mer Noire), en 1538 les rayas de Brăila alors dénommée Ibrahil et de Tighina alors dénommée Bender, et en 1713 la raya de Hotin. Le reste des principautés de Valachie et Moldavie (y compris la Moldavie entre Dniestr et Prut qui sera appelée Bessarabie en 1812, lors de l'annexion russe) ont conservé leurs propres lois, leur religion orthodoxe, leurs boyards, princes, ministres, armées et autonomie politique (au point de se dresser plus d'une fois contre le Sultan ottoman). Les erreurs cartographiques et historiques sont dues à l'ignorance ou à des simplifications réductrices. Voir Gilles Veinstein et Mihnea Berindei : L'Empire ottoman et les pays roumains, EHESS, Paris, 1987.